# Atwood (Oklahoma)
Atwood – miasto w Stanach Zjednoczonych, w stanie Oklahoma, w hrabstwie Hughes.